# Viaduto Ataulfo Alves
Viaduto Ataulfo Alves é um viaduto sobre a Avenida Brasil no Rio de Janeiro. Situado no bairro de Benfica, é acessado pela Rua Prefeito Olímpio de Melo e pela Avenida Brasil. Está às margens da Comunidade do Parque Alegria.

## História
Em janeiro de 1967 foram iniciadas as obras de um par de viadutos sobre a Avenida Brasil, de 83 metros de vão livre, com prazo de 360 dias para sua entrega. Apesar dos trabalhos avançados, a obra acabou paralisada por conta de atrasos na remoção de cento e quarenta famílias da favela "Parque Alegria", que ocupavam o terreno necessário para a construção de uma de suas cabeceiras. O governo da Guanabara teve de reassentar cem famílias em um novo conjunto habitacional localizado no Andaraí enquanto que as quarenta restantes foram transferidas para unidades na Cidade de Deus.
Pouco antes da inauguração o viaduto até então sem denominação recebeu do governador Negrão de Lima o nome do compositor Ataulfo Alves. O viaduto foi inaugurado pelo governador Negrão em 10 de junho de 1969 em cerimônia que contou com a presença da viúva de Ataulfo Judith e os artistas Donga, Almirante, Waldir Azevedo, Dona Zica, Carlos Imperial e membros da Estação Primeira de Mangueira.
Após o desabamento parcial do Viaduto Engenheiro Freyssinet em novembro de 1971, o governo Chagas Freitas fez uma vistoria em todos os viadutos e pontes da cidade. Apesar de novo, o viaduto Ataulfo Alves possuía fissuras no tabuleiro, recalque nos aterros de suas cabeceiras e danos nos taludes, necessitando de obras de reparo. O governo da Guanabara contratou obras de reparo e incluiu a construção de escadarias para facilitar o acesso a pedestres no viaduto.
Em 2011, após 42 anos, o viaduto Ataulfo Alves recebeu uma obra de recuperação estrutural.